# Lovenella gracilis
Lovenella gracilis is een hydroïdpoliep uit de familie Lovenellidae. De poliep komt uit het geslacht Lovenella. Lovenella gracilis werd in 1882 voor het eerst wetenschappelijk beschreven door Clarke. 